# حمدان سلجة (كرخة)
حمدان سلجة (بالفارسية: حمدان‌سلجه) هي قرية تقع في إيران في قسم كرخة الريفي. يقدر عدد سكانها بـ 148 نسمة بحسب إحصاء 2016.